# یوسف صفرا
یوسف صفرا (به انگلیسی: Joseph Safra) (زاده ۱۹۳۹) کارآفرین، بانکدار، سرمایه‌دار و مدیر اجرایی برزیلی است، که در حال حاضر به‌عنوان رییس هیئت مدیره گروه صفرا، بانک ملی صفرا نیویورک و بانکو صفرا فعالیت می‌نماید. یوسف صفرا در سال ۲۰۱۳ از سوی مجله فوربز، به‌عنوان دومین فرد ثروتمند برزیل شناخته شد. وی در همین سال (۲۰۱۳) با دارایی خالص ۱۵٫۹ میلیارد دلار، در رتبه ۴۶ از فهرست ثروتمندترین افراد جهان قرار گرفت.
خانواده صفرا از یهودیان میزراهی لبنان خاورمیانه می‌باشند، که در اوایل دهه ۱۹۵۰ به برزیل مهاجرت کردند. یوسف صفرا در سال ۱۹۵۵ بانکو صفرا را در سائوپائولو تأسیس کرد. بانکو صفرا هم‌اکنون ششمین بانک بزرگ برزیل بشمار می‌آید. یوسف صفرا مالک شرکت فیبریا نیز می‌باشد. وی در ماه مارس ۲۰۱۵ با دارایی خالص ۱۷٫۳ میلیارد دلار، در رتبه‌بندی مجله فوربز، به عنوان دومین فرد ثروتمند برزیل و پنجاه‌ودومین فرد ثروتمند جهان شناخته شد.او همواره از لبنان به وطن اصلی خود یاد می کرد .